# Middle Island (ö i Australien, Western Australia, lat -28,91, long 113,91)
Middle Island är en ö i Australien. Den ligger i delstaten Western Australia, omkring 390 kilometer nordväst om delstatshuvudstaden Perth. Arean är 0,24 kvadratkilometer. Den sträcker sig 0,8 kilometer i nord-sydlig riktning, och 0,5 kilometer i öst-västlig riktning.
Stäppklimat råder i trakten. Genomsnittlig årsnederbörd är 375 millimeter. Den regnigaste månaden är juni, med i genomsnitt 88 mm nederbörd, och den torraste är december, med 3 mm nederbörd.